# Lista över fornlämningar i Åre kommun
Lista över fornlämningar i Åre kommun är en förteckning av ett urval av de fornlämningar som finns i Åre kommun.

## Hallen
| Namn       | Lämningstyp  | Tillkomsttid | Historisk indelning | Plats | Läge                 | ID-nr          | Bild                                 |
| ---------- | ------------ | ------------ | ------------------- | ----- | -------------------- | -------------- | ------------------------------------ |
| Hallen 234 | Stensättning |              | Hallen, Jämtland    |       | 63.160590, 14.154015 | 12000000110947 | Ladda upp en bild av detta fornminne |

## Kall
| Namn                         | Lämningstyp             | Tillkomsttid | Historisk indelning | Plats | Läge                 | ID-nr          | Bild                                 |
| ---------------------------- | ----------------------- | ------------ | ------------------- | ----- | -------------------- | -------------- | ------------------------------------ |
| Bielkröset (Kall 56:1)       | Gravfält                |              | Kall, Jämtland      |       | 63.719696, 13.216106 | 10254000560001 | Ladda upp en bild av detta fornminne |
| Kall 70:1                    | Hällmålning             |              | Kall, Jämtland      |       | 63.690479, 13.411475 | 10254000700001 | Ladda upp en bild av detta fornminne |
| Kall 70:2                    | Hällmålning             |              | Kall, Jämtland      |       | 63.690480, 13.411581 | 10254000700002 | Ladda upp en bild av detta fornminne |
| Kall 70:3                    | Hällmålning             |              | Kall, Jämtland      |       | 63.690484, 13.411671 | 10254000700003 | Ladda upp en bild av detta fornminne |
| Kall 70:4                    | Hällmålning             |              | Kall, Jämtland      |       | 63.690486, 13.411797 | 10254000700004 | Ladda upp en bild av detta fornminne |
| Kall 70:5                    | Hällmålning             |              | Kall, Jämtland      |       | 63.690492, 13.411922 | 10254000700005 | Ladda upp en bild av detta fornminne |
| Kall 93:2                    | Husgrund, historisk tid |              | Kall, Jämtland      |       | 63.726886, 12.857614 | 10254000930002 | Ladda upp en bild av detta fornminne |
| Kall 93:3                    | Husgrund, historisk tid |              | Kall, Jämtland      |       | 63.728153, 12.853616 | 10254000930003 | Ladda upp en bild av detta fornminne |
| Kallströms skans (Kall 96:1) | Fästning/skans          |              | Kall, Jämtland      |       | 63.701461, 12.960546 | 10254000960001 | Ladda upp en bild av detta fornminne |
| Kall 390:1                   | Hällmålning             |              | Kall, Jämtland      |       | 63.641238, 12.623187 | 10254003900001 | Ladda upp en bild av detta fornminne |
| Kall 653:1                   | Stensättning            |              | Kall, Jämtland      |       | 64.077292, 13.166836 | 10254006530001 | Ladda upp en bild av detta fornminne |
| Kall 654:1                   | Stensättning            |              | Kall, Jämtland      |       | 64.042611, 13.225296 | 10254006540001 | Ladda upp en bild av detta fornminne |
| Kall 673                     | Begravningsplats        |              | Kall, Jämtland      |       | 63.735905, 13.428640 | 12000000122117 | Ladda upp en bild av detta fornminne |

## Marby
| Namn       | Lämningstyp      | Tillkomsttid | Historisk indelning | Plats | Läge                 | ID-nr          | Bild                                      |
| ---------- | ---------------- | ------------ | ------------------- | ----- | -------------------- | -------------- | ----------------------------------------- |
| Marby 25:2 | Begravningsplats |              | Marby, Jämtland     |       | 63.130105, 14.286079 | 10254800250002 | Ladda upp en till bild av detta fornminne |

## Mattmar
| Namn                        | Lämningstyp  | Tillkomsttid | Historisk indelning | Plats | Läge                 | ID-nr          | Bild                                      |
| --------------------------- | ------------ | ------------ | ------------------- | ----- | -------------------- | -------------- | ----------------------------------------- |
| Mattmar 4:1                 | Hög          |              | Mattmar, Jämtland   |       | 63.304557, 13.894402 | 10255000040001 | Ladda upp en bild av detta fornminne      |
| Mattmar 4:2                 | Hög          |              | Mattmar, Jämtland   |       | 63.304438, 13.894005 | 10255000040002 | Ladda upp en bild av detta fornminne      |
| Mattmar 5:1                 | Hög          |              | Mattmar, Jämtland   |       | 63.304946, 13.893185 | 10255000050001 | Ladda upp en bild av detta fornminne      |
| Mattmar 9:1                 | Hög          |              | Mattmar, Jämtland   |       | 63.302094, 13.886890 | 10255000090001 | Ladda upp en bild av detta fornminne      |
| Jättebacken (Mattmar 10:1)  | Hög          |              | Mattmar, Jämtland   |       | 63.300536, 13.876746 | 10255000100001 | Ladda upp en bild av detta fornminne      |
| Jättebacken (Mattmar 10:2)  | Hög          |              | Mattmar, Jämtland   |       | 63.300492, 13.876975 | 10255000100002 | Ladda upp en bild av detta fornminne      |
| Jättebacken (Mattmar 10:3)  | Hög          |              | Mattmar, Jämtland   |       | 63.300516, 13.877233 | 10255000100003 | Ladda upp en bild av detta fornminne      |
| Nästerholmen (Mattmar 11:1) | Stensättning |              | Mattmar, Jämtland   |       | 63.295739, 13.879205 | 10255000110001 | Ladda upp en bild av detta fornminne      |
| Nästerholmen (Mattmar 11:2) | Stensättning |              | Mattmar, Jämtland   |       | 63.295717, 13.879549 | 10255000110002 | Ladda upp en bild av detta fornminne      |
| Vätabacken (Mattmar 18:1)   | Hög          |              | Mattmar, Jämtland   |       | 63.305856, 13.893393 | 10255000180001 | Ladda upp en bild av detta fornminne      |
| Vätabacken (Mattmar 18:2)   | Hög          |              | Mattmar, Jämtland   |       | 63.305729, 13.893419 | 10255000180002 | Ladda upp en bild av detta fornminne      |
| Vätabacken (Mattmar 18:3)   | Hög          |              | Mattmar, Jämtland   |       | 63.305559, 13.893308 | 10255000180003 | Ladda upp en bild av detta fornminne      |
| Mattmar 20:1                | Hög          |              | Mattmar, Jämtland   |       | 63.300358, 13.884751 | 10255000200001 | Ladda upp en bild av detta fornminne      |
| Mattmar 21:1                | Hög          |              | Mattmar, Jämtland   |       | 63.300720, 13.875986 | 10255000210001 | Ladda upp en bild av detta fornminne      |
| Droppstenen (Mattmar 24:1)  | Hällristning |              | Mattmar, Jämtland   |       | 63.307797, 13.964646 | 10255000240001 | Ladda upp en till bild av detta fornminne |
| Mattmar 38:1                | Hög          |              | Mattmar, Jämtland   |       | 63.304388, 13.889754 | 10255000380001 | Ladda upp en bild av detta fornminne      |
| Mattmar 39:1                | Hög          |              | Mattmar, Jämtland   |       | 63.304053, 13.896882 | 10255000390001 | Ladda upp en till bild av detta fornminne |

## Mörsil
| Namn        | Lämningstyp    | Tillkomsttid | Historisk indelning | Plats | Läge                 | ID-nr          | Bild                                 |
| ----------- | -------------- | ------------ | ------------------- | ----- | -------------------- | -------------- | ------------------------------------ |
| Mörsil 51:1 | Fästning/skans |              | Mörsil, Jämtland    |       | 63.308600, 13.638611 | 10255200510001 | Ladda upp en bild av detta fornminne |
| Mörsil 52:1 | Fästning/skans |              | Mörsil, Jämtland    |       | 63.307071, 13.631826 | 10255200520001 | Ladda upp en bild av detta fornminne |

## Undersåker
| Namn                           | Lämningstyp             | Tillkomsttid | Historisk indelning  | Plats | Läge                 | ID-nr          | Bild                                      |
| ------------------------------ | ----------------------- | ------------ | -------------------- | ----- | -------------------- | -------------- | ----------------------------------------- |
| Undersåker 12:1                | Gravfält                |              | Undersåker, Jämtland |       | 63.329847, 13.413757 | 10257200120001 | Ladda upp en bild av detta fornminne      |
| Undersåker 13:1                | Gravfält                |              | Undersåker, Jämtland |       | 63.331947, 13.423581 | 10257200130001 | Ladda upp en bild av detta fornminne      |
| Undersåker 51:1                | Kyrka/kapell            |              | Undersåker, Jämtland |       | 63.329299, 13.396128 | 10257200510001 | Ladda upp en till bild av detta fornminne |
| Undersåker 74:1                | Hög                     |              | Undersåker, Jämtland |       | 63.331074, 13.393926 | 10257200740001 | Ladda upp en bild av detta fornminne      |
| Undersåker 74:2                | Hög                     |              | Undersåker, Jämtland |       | 63.331252, 13.393640 | 10257200740002 | Ladda upp en bild av detta fornminne      |
| Undersåker 76:1                | Hög                     |              | Undersåker, Jämtland |       | 63.331226, 13.395921 | 10257200760001 | Ladda upp en bild av detta fornminne      |
| Undersåker 78:1                | Hög                     |              | Undersåker, Jämtland |       | 63.319236, 13.356067 | 10257200780001 | Ladda upp en bild av detta fornminne      |
| Järpe Skans (Undersåker 140:1) | Fästning/skans          |              | Undersåker, Jämtland |       | 63.353501, 13.446779 | 10257201400001 | Ladda upp en till bild av detta fornminne |
| Undersåker 179:1               | Hög                     |              | Undersåker, Jämtland |       | 63.313069, 13.190028 | 10257201790001 | Ladda upp en bild av detta fornminne      |
| Undersåker 181:1               | Hög                     |              | Undersåker, Jämtland |       | 63.313749, 13.190255 | 10257201810001 | Ladda upp en bild av detta fornminne      |
| Undersåker 249:1               | Stensättning            |              | Undersåker, Jämtland |       | 62.998660, 12.778120 | 10257202490001 | Ladda upp en bild av detta fornminne      |
| Undersåker 249:2               | Stensättning            |              | Undersåker, Jämtland |       | 62.998668, 12.778290 | 10257202490002 | Ladda upp en bild av detta fornminne      |
| Undersåker 249:3               | Stensättning            |              | Undersåker, Jämtland |       | 62.998681, 12.778470 | 10257202490003 | Ladda upp en bild av detta fornminne      |
| Undersåker 308:1               | Stensättning            |              | Undersåker, Jämtland |       | 63.167930, 12.494150 | 10257203080001 | Ladda upp en bild av detta fornminne      |
| Undersåker 368:1               | Stensättning            |              | Undersåker, Jämtland |       | 63.144501, 12.213410 | 10257203680001 | Ladda upp en bild av detta fornminne      |
| Undersåker 450                 | Husgrund, historisk tid |              | Undersåker, Jämtland |       | 63.089987, 13.095548 | 12000000086321 | Ladda upp en bild av detta fornminne      |
| Undersåker 464                 | Husgrund, historisk tid |              | Undersåker, Jämtland |       | 63.088427, 13.091882 | 12000000086335 | Ladda upp en bild av detta fornminne      |

## Åre
| Namn                         | Lämningstyp    | Tillkomsttid | Historisk indelning | Plats | Läge                 | ID-nr          | Bild                                      |
| ---------------------------- | -------------- | ------------ | ------------------- | ----- | -------------------- | -------------- | ----------------------------------------- |
| Åre 1:1                      | Hällristning   |              | Åre, Jämtland       |       | 63.312536, 12.592313 | 10257500010001 | Ladda upp en bild av detta fornminne      |
| Åre 1:2                      | Hällristning   |              | Åre, Jämtland       |       | 63.312536, 12.592313 | 10257500010002 | Ladda upp en till bild av detta fornminne |
| Åre 3:1                      | Hällristning   |              | Åre, Jämtland       |       | 63.291965, 12.633066 | 10257500030001 | Ladda upp en bild av detta fornminne      |
| Frönäs (Åre 12:1)            | Hög            |              | Åre, Jämtland       |       | 63.388544, 13.097072 | 10257500120001 | Ladda upp en bild av detta fornminne      |
| Åre 24:1                     | Hög            |              | Åre, Jämtland       |       | 63.395787, 12.938243 | 10257500240001 | Ladda upp en bild av detta fornminne      |
| Åre 24:2                     | Hög            |              | Åre, Jämtland       |       | 63.395663, 12.938468 | 10257500240002 | Ladda upp en bild av detta fornminne      |
| Åre 26:2                     | Fästning/skans |              | Åre, Jämtland       |       | 63.391555, 12.875165 | 10257500260002 | Ladda upp en till bild av detta fornminne |
| Duveds skans (Åre 27:1)      | Fästning/skans |              | Åre, Jämtland       |       | 63.390568, 12.863682 | 10257500270001 | Ladda upp en till bild av detta fornminne |
| Volohögen (Åre 53:1)         | Hög            |              | Åre, Jämtland       |       | 63.343093, 13.202841 | 10257500530001 | Ladda upp en bild av detta fornminne      |
| Volohögen (Åre 53:2)         | Hög            |              | Åre, Jämtland       |       | 63.343180, 13.202185 | 10257500530002 | Ladda upp en bild av detta fornminne      |
| Volohögen (Åre 53:3)         | Hög            |              | Åre, Jämtland       |       | 63.342824, 13.201957 | 10257500530003 | Ladda upp en bild av detta fornminne      |
| Åre 58:1                     | Hög            |              | Åre, Jämtland       |       | 63.379916, 13.119284 | 10257500580001 | Ladda upp en bild av detta fornminne      |
| Åre 58:2                     | Hög            |              | Åre, Jämtland       |       | 63.379784, 13.119560 | 10257500580002 | Ladda upp en bild av detta fornminne      |
| Åre 59:1                     | Hög            |              | Åre, Jämtland       |       | 63.373491, 13.134714 | 10257500590001 | Ladda upp en bild av detta fornminne      |
| Åre 180:1                    | Hög            |              | Åre, Jämtland       |       | 63.298098, 12.491412 | 10257501800001 | Ladda upp en bild av detta fornminne      |
| Åre 180:2                    | Hög            |              | Åre, Jämtland       |       | 63.297949, 12.491229 | 10257501800002 | Ladda upp en bild av detta fornminne      |
| Åre 180:3                    | Hög            |              | Åre, Jämtland       |       | 63.297874, 12.491447 | 10257501800003 | Ladda upp en bild av detta fornminne      |
| Åre 204:1                    | Hög            |              | Åre, Jämtland       |       | 63.232696, 12.534391 | 10257502040001 | Ladda upp en bild av detta fornminne      |
| Åre 204:2                    | Hög            |              | Åre, Jämtland       |       | 63.232806, 12.534114 | 10257502040002 | Ladda upp en bild av detta fornminne      |
| Åre 204:3                    | Hög            |              | Åre, Jämtland       |       | 63.232926, 12.533737 | 10257502040003 | Ladda upp en bild av detta fornminne      |
| Häggå skans (Åre 264:1)      | Fästning/skans |              | Åre, Jämtland       |       | 63.502496, 12.752518 | 10257502640001 | Ladda upp en bild av detta fornminne      |
| Åre 328:1                    | Hällristning   |              | Åre, Jämtland       |       | 63.291966, 12.630064 | 10257503280001 | Ladda upp en bild av detta fornminne      |
| Öster-Dalsvallen (Åre 361:1) | Fäbod          |              | Åre, Jämtland       |       | 63.215526, 12.433668 | 10257503610001 | Ladda upp en bild av detta fornminne      |
| Lidvallen (Åre 365:1)        | Fäbod          |              | Åre, Jämtland       |       | 63.213932, 12.523367 | 10257503650001 | Ladda upp en bild av detta fornminne      |
| Åre 377:2                    | Hög            |              | Åre, Jämtland       |       | 63.339325, 13.185667 | 10257503770002 | Ladda upp en bild av detta fornminne      |
| Åre 377:3                    | Hög            |              | Åre, Jämtland       |       | 63.339409, 13.185506 | 10257503770003 | Ladda upp en bild av detta fornminne      |
| Åre 377:4                    | Hög            |              | Åre, Jämtland       |       | 63.339444, 13.185449 | 10257503770004 | Ladda upp en bild av detta fornminne      |
| Åre 377:5                    | Hög            |              | Åre, Jämtland       |       | 63.339598, 13.185393 | 10257503770005 | Ladda upp en bild av detta fornminne      |
| Järvbäckvallen (Åre 393:1)   | Fäbod          |              | Åre, Jämtland       |       | 63.202349, 12.067856 | 10257503930001 | Ladda upp en bild av detta fornminne      |
| Åre 396:1                    | Hällristning   |              | Åre, Jämtland       |       | 63.388682, 12.903397 | 10257503960001 | Ladda upp en bild av detta fornminne      |
| Åre 397:1                    | Hällristning   |              | Åre, Jämtland       |       | 63.388877, 12.904702 | 10257503970001 | Ladda upp en bild av detta fornminne      |
| Åre 398:1                    | Hällmålning    |              | Åre, Jämtland       |       | 63.400264, 12.922888 | 10257503980001 | Ladda upp en bild av detta fornminne      |
| Åre 399:1                    | Hällmålning    |              | Åre, Jämtland       |       | 63.400287, 12.923574 | 10257503990001 | Ladda upp en bild av detta fornminne      |
| Åre 400:1                    | Hällmålning    |              | Åre, Jämtland       |       | 63.400073, 12.922223 | 10257504000001 | Ladda upp en bild av detta fornminne      |